# 諫早茂真
諫早 茂真（いさはや しげざね）は、江戸時代前期の武士。肥前国佐賀藩士。諫早鍋島家（諫早氏）4代当主。

## 出自
龍造寺隆信の又従兄弟家晴の曾孫。藩主鍋島氏の旧主君龍造寺氏の一族で、鍋島氏を憚って諫早氏を称す。家紋は「上り藤」。代々藩主の偏諱を受け「茂」の字を拝領している。
龍造寺氏一族として、藩内で大名並みの知行二万六千石と強い影響力を持つ。3代・諫早茂敬の生母は鍋島直茂三女・彦菊。

## 略歴
寛永13年（1636年）諫早邑主・諫早茂敬の三男として誕生。慶安5年（1652年）2月、家督相続。承応元年（1652年）藩政を司る請役家老となる。
万治3年（1660年）3月、鍋島直朝を補佐して長崎警備を務めた。寛文3年（1663年）霊元天皇即位の礼のため、藩主光茂の名代として上洛した。
寛文12年（1672年）8月6日死去。享年37。菩提寺の天祐寺に葬られた。家督は嫡男・茂門が相続。正室は白石鍋島直弘の娘で、元禄9年（1696年）に没した。

## 系譜
- 父：諫早茂敬（1608-1652）
- 母：不詳
- 正室：鍋島直弘娘（?-1696）
- 生母不明の子女
  - 四男：諫早茂門（1663-1680）
  - 五男：諫早茂元（1665-1694）